# Synergy Group
Synergy Group Corp. és un conglomerat econòmic sud-americà, propietat de l'empresari colombianobrasiler Germán Efromovich.
Amb inversions d'exploració de petroli en Colòmbia, Brasil i l'Equador, el grup participa com a accionista i operador de diverses aerolínies a la regió andina. Altres negocis inclouen l'extracció de gas natural en EUA, la construcció naval, infraestructures de telefonia, centrals d'energia hidroelèctrica i una companyia d'exploració marina d'hidrocarburs, que s'estén per nou països al voltant del món.

## Synergy Aerospace Inc.

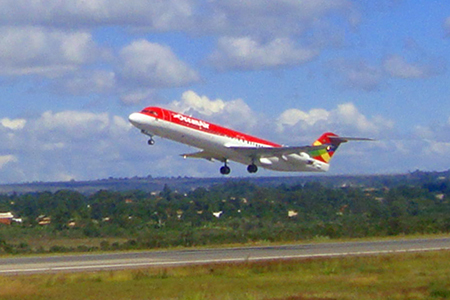
Fokker 100 d'OceanAir ara anomenada Avianca Brasil.

En la seva qualitat de divisió especialitzada en aviació i serveis aeronàutics associats, Synergy Aerospace, en etapa de ràpida expansió, administra la gestió integrada de les aerolínies del grup: Avianca, de Colòmbia, Avianca Brasil, de Brasil, VIP i AeroGal, de l'Equador, així com d'altres empreses d'helicòpters, aviació executiva i serveis de manteniment major de turbinas a diversos països. Des de la divisió es lidera l'extracció de sinergias i es coordina els processos de planejament estratègic i financera, de planejament de flota i disseny d'itineraris de vol, de finançament de projectes i el desenvolupament del talent humà de les empreses.
Synergy Aerospace Inc. explica, para desembre de 2009, amb una flota de 104 aeronaus i 113 destinacions en Amèrica i Europa.